# 设施管理

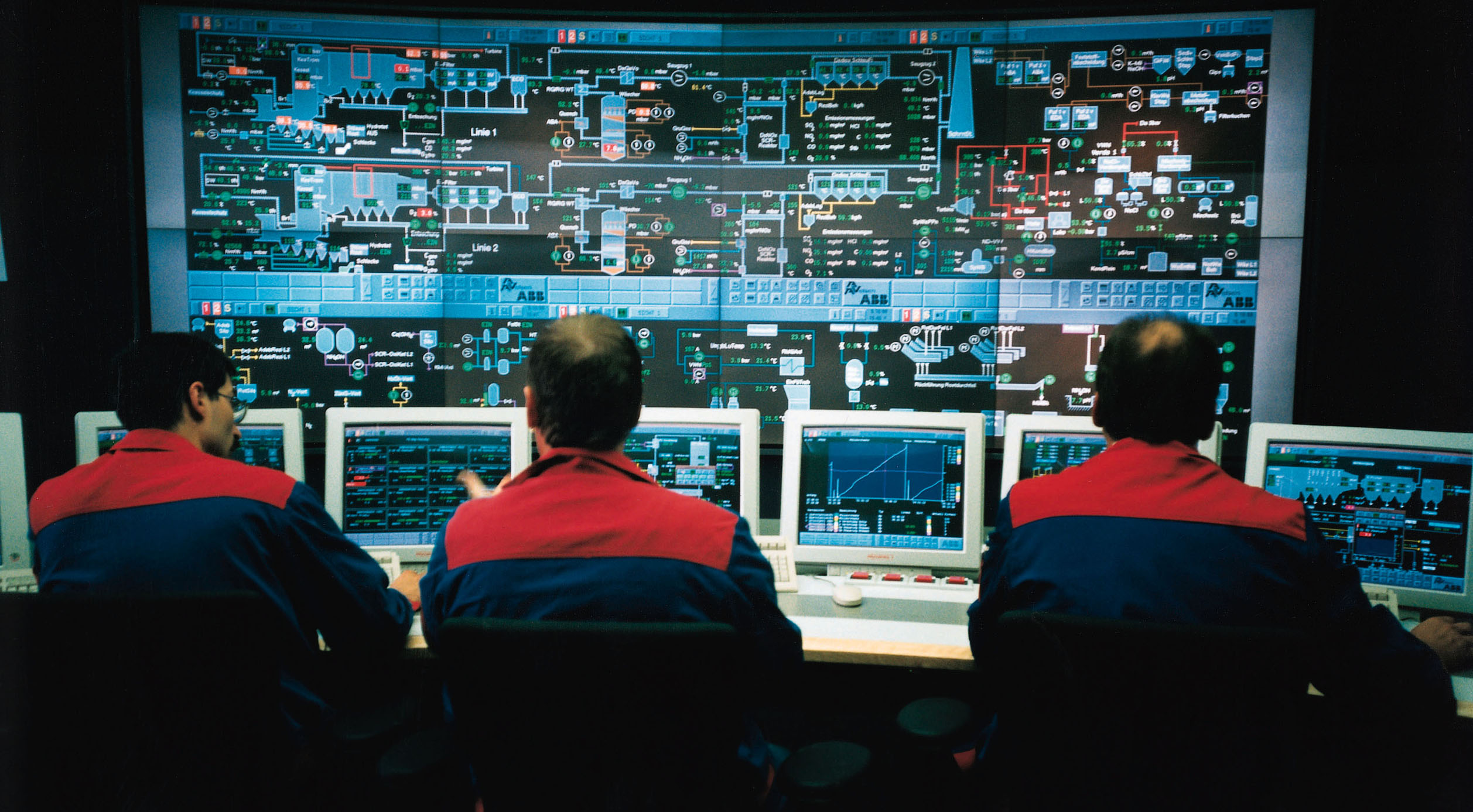
焚化爐發電廠的管理员

设施管理（英語：Facility Management，简称FM），按照国际设施管理协会（IFMA）和美国国会图书馆的定义，是“以保持业务空间高品质的生活和提高投资效益为目的，以最新的技术对人类有效的生活环境进行规划、整备和维护管理的工作”。它“将物质的工作场所与人和机构的工作任务结合起来。它综合了工商管理、建筑学、行为科学和工程技术的基本原理”。设施管理这一行业真正得到世界范围的承认还只是近几年的事。越来越多的实业机构开始相信，保持管理得井井有条和高效率的设施对其业务的成功是必不可少的。提供不動產（物業）「有效率」的達成其設置或使用目的機能的管理服務。設施管理服務除了基本的物業管理外，服務內容往往涉及設置或使用目的機能的「作業流程規劃與執行、效益評估與監督管理」。
国际设施管理协会将设施管理分成两大类；物业资产管理和物业运行管理。物业资产管理又分为3类；财务管理、空间管理、用户管理。将物业运行管理分成维修和现代化两部分。国内大部分人对设施管理有很大的误解，认为设施管理只是属于小区物业，设施管理的工作就是保安维护绿化，这是非常片面的。

## 廣義的「設施」
指經過建設或改良的土地、建築物及附屬設備，具有設置或使用目的機能的不動產(物業)。

## 狹義的「設施」
「設施」是指設置或使用目的之某項運作機能的總稱，僅是一種概括性陳述。如消防設施、休閒設施、停車設施等。
「設備」是為達成某項運作機能所需的實體配置，亦即是構成「設施」的具體內容。如消防設施的運作機能目的是處理有關火災事故，其所需之實體配置包括探測警報設備、防阻火災設備、撲滅火災設備、避難逃生設備、輔助搶救設備等功能設備，各功能設備分類又更具體細分為多種設備項目。